# Watery, Domestic
Watery, Domestic é um EP da banda Pavement, lançado a 25 de Novembro de 1992.
Todas as faixas saíram na reedição Slanted and Enchanted: Luxe & Reduxe de 2002.

## Faixas
1. "Texas Never Whispers" – 3:08
2. "Frontwards" – 3:16
3. "Feed 'Em To The (Linden) Lions" – 1:49
4. "Shoot the Singer (1 Sick Verse)" – 3:15